# Stab von Narsaq

Illustration der vier Seiten des Stabs von Narsaq von der Runologin Lisbeth M. Imer

Der Stab von Narsaq ist ein Holzstab mit eingeritzten Runen, der in Narsaq, Grönland gefunden wurde. Es ist die älteste Runeninschrift Grönlands.

## Entdeckung und Datierung
Der Stab wurde 1953 von einem Einheimischen in Narsaq zufällig gefunden. Neben dem Stab fand er noch andere Artefakte, die er ans Dänische Nationalmuseum sandte. Der Stab ist zirka auf das Jahr 1000 datiert und ist somit die älteste Runeninschrift Grönlands und die erste Runeninschrift aus der Wikingerzeit.
Erik Moltke beschreibt den Runenstab als wichtigsten Runenfund, da es von der Datierung her möglich sei, dass Erik der Rote selbst diese Runen geritzt habe.

## Inschrift
Der Stab ist 42,6 cm × 3 cm groß und hat vier Seiten, auf denen jeweils Runen geritzt sind.

### Seite A
Seite A zeigt zwei Sätze mit einem zweideutigen Text.
| A | : o : sa : is : o sa : sat : bibrau : haitir : mar : su : is : sitr : o : blan⁎… |

Transkription: á sá sá sá es á sá sat <bibrau> heitir mær sú es sitr á Blán[i]/Blán[um]
Der erste Teil des Satzes stellt ein Wortspiel dar (á sá sá sá es á sá sat). Sá ist die Vergangenheitsform von sjá (sehen) sowie die Akkusativform von sár (Wanne). Somit hat derselbe Laut (sá) jeweils eine unterschiedliche Bedeutung. Auf Deutsch übersetzt bedeutet es: „In einer Wanne sah der, der in der Wanne saß“.
Der zweite Teil interpretierte Erik Moltke als Bifrau heitir mær sú, es sitr á Blánum. Übersetzt bedeutet der Text: Bifrau ist der Name der Magd, die sitzt auf dem Blauen.

### Seite B
Die Bedeutung der Inschriften auf der Seite B ist unbekannt.
| B | (i) \| nn(l)i |

### Seite C
Auf Seite C ist die Runenreihe Fuþork geritzt.
| C | ...⁎\| ink \| fu.orkhnia⁎tbml(ʀ)? |

### Seite D
Die Bedeutung der Inschriften auf der Seite D ist unbekannt.
| D | ...aaal??? : ?????? : ??? : ?? : ??????aaaaa??? : ??? : ??? : ??? : ??? : ????(?)… |